# Élections législatives de 1988 dans la Somme
Les élections législatives françaises de 1988 se sont déroulées les 5 et 12 juin. Dans le département de la Somme, six députés étaient à élire dans six circonscriptions.

## Élus
| Circonscription | Député sortant        | Parti                 | Parti                 | Député élu ou réélu | Parti | Parti     |
| --------------- | --------------------- | --------------------- | --------------------- | ------------------- | ----- | --------- |
| 1re             | Scrutin proportionnel | Scrutin proportionnel | Scrutin proportionnel | Jean-Claude Dessein |       | PS        |
| 2e              | Scrutin proportionnel | Scrutin proportionnel | Scrutin proportionnel | Gilles de Robien    |       | UDF (PR)  |
| 3e              | Scrutin proportionnel | Scrutin proportionnel | Scrutin proportionnel | Pierre Hiard        |       | PS        |
| 4e              | Scrutin proportionnel | Scrutin proportionnel | Scrutin proportionnel | Jacques Becq        |       | PS        |
| 5e              | Scrutin proportionnel | Scrutin proportionnel | Scrutin proportionnel | Gautier Audinot     |       | UDF (PSD) |
| 6e              | Scrutin proportionnel | Scrutin proportionnel | Scrutin proportionnel | Jacques Fleury      |       | PS        |

## Positionnement des partis
L'UDF et le RPR se présentent unis sous l'étiquette « Union du Rassemblement et du Centre » tandis que les candidats du Parti socialiste se rangent sous la bannière de la « Majorité présidentielle pour la France unie », slogan de la campagne présidentielle de François Mitterrand.

## Résultats

### Résultats au niveau du département
| Parti          | Parti                               | Premier tour | Premier tour | Second tour | Second tour | Sièges |
| Parti          | Parti                               | Voix         | %            | Voix        | %           | Sièges |
| -------------- | ----------------------------------- | ------------ | ------------ | ----------- | ----------- | ------ |
|                | Union pour la démocratie française  | 57 890       | 21,64        | 45 266      | 16,92       | 2      |
|                | Rassemblement pour la République    | 46 600       | 17,42        | 61 925      | 23,15       | 0      |
|                | Union du Rassemblement et du Centre | 104 490      | 39,06        | 107 191     | 45,40       | 2      |
|                |                                     |              |              |             |             |        |
|                | Parti socialiste                    | 81 492       | 30,46        | 128 893     | 54,60       | 4      |
|                | Mouvement des radicaux de gauche    | 11 713       | 4,38         |             |             | 0      |
|                | La France unie                      | 93 205       | 34,84        | 128 893     | 54,60       | 4      |
|                |                                     |              |              |             |             |        |
|                | Parti communiste français           | 44 789       | 16,74        | Retrait     | Retrait     | 0      |
|                | Front national                      | 21 981       | 8,22         |             |             | 0      |
|                | Parti socialiste unifié             | 2 151        | 0,80         | 0           |             |        |
|                | Divers                              | 891          | 0,33         | 0           |             |        |
|                |                                     |              |              |             |             |        |
| Inscrits       | Inscrits                            | 381 069      | 100,00       | 321 460     | 100,00      | 6      |
| Abstentions    | Abstentions                         | 107 750      | 28,28        | 78 130      | 24,3        |        |
| Votants        | Votants                             | 273 319      | 71,72        | 243 330     | 75,7        |        |
| Blancs et nuls | Blancs et nuls                      | 5 812        | 2,13         | 7 246       | 2,98        |        |
| Exprimés       | Exprimés                            | 267 507      | 97,87        | 236 084     | 97,02       |        |

### Résultats par circonscription

#### Première circonscription (Amiens-Nord)
| Candidat       | Candidat                          | Parti          | Premier tour | Premier tour | Second tour | Second tour |  |
| Candidat       | Candidat                          | Parti          | Voix         | %            | Voix        | %           |  |
| -------------- | --------------------------------- | -------------- | ------------ | ------------ | ----------- | ----------- |  |
|                | Jean-Claude Dessein sortant réélu | PS             | 12 562       | 35,79        | 23 275      | 63,75       |  |
|                | Maxime Gremetz sortant            | PCF            | 8 823        | 25,14        | Retrait     | Retrait     |  |
|                | Jean-Paul Plez                    | RPR (URC)      | 8 055        | 22,95        | 13 235      | 36,25       |  |
|                | Yves Dupille                      | FN             | 4 680        | 13,33        |             |             |  |
|                | Anne Hillebrand                   | PSU            | 980          | 2,79         |             |             |  |
|                |                                   |                |              |              |             |             |  |
| Inscrits       | Inscrits                          | Inscrits       | 56 820       | 100,00       | 56 796      | 100,00      |  |
| Abstentions    | Abstentions                       | Abstentions    | 20 843       | 36,68        | 18 668      | 32,87       |  |
| Votants        | Votants                           | Votants        | 35 977       | 63,32        | 38 128      | 67,13       |  |
| Blancs et nuls | Blancs et nuls                    | Blancs et nuls | 877          | 2,44         | 1 618       | 4,24        |  |
| Exprimés       | Exprimés                          | Exprimés       | 35 100       | 97,56        | 36 510      | 95,76       |  |

#### Deuxième circonscription (Amiens-Sud)
| Candidat       | Candidat                       | Parti          | Premier tour | Premier tour | Second tour | Second tour |  |
| Candidat       | Candidat                       | Parti          | Voix         | %            | Voix        | %           |  |
| -------------- | ------------------------------ | -------------- | ------------ | ------------ | ----------- | ----------- |  |
|                | Gilles de Robien sortant réélu | UDF (PR) (URC) | 16 769       | 42,60        | 22 781      | 52,62       |  |
|                | René Anger                     | PS             | 12 535       | 31,84        | 20 511      | 47,38       |  |
|                | François Cosserat              | PCF            | 4 797        | 12,19        |             |             |  |
|                | Lionel Payet                   | FN             | 4 096        | 10,40        |             |             |  |
|                | Yves Briançon                  | PSU            | 1 171        | 2,97         |             |             |  |
|                |                                |                |              |              |             |             |  |
| Inscrits       | Inscrits                       | Inscrits       | 61 105       | 100,00       | 61 084      | 100,00      |  |
| Abstentions    | Abstentions                    | Abstentions    | 21 040       | 34,43        | 16 799      | 27,5        |  |
| Votants        | Votants                        | Votants        | 40 065       | 65,57        | 44 285      | 72,5        |  |
| Blancs et nuls | Blancs et nuls                 | Blancs et nuls | 697          | 1,74         | 993         | 2,24        |  |
| Exprimés       | Exprimés                       | Exprimés       | 39 368       | 98,26        | 43 292      | 97,76       |  |

#### Troisième circonscription (Friville-Escarbotin)
| Candidat                                  | Candidat                | Parti          | Premier tour | Premier tour | Second tour | Second tour |  |
| Candidat                                  | Candidat                | Parti          | Voix         | %            | Voix        | %           |  |
| ----------------------------------------- | ----------------------- | -------------- | ------------ | ------------ | ----------- | ----------- |  |
|                                           | Jérôme Bignon           | RPR (URC)      | 18 881       | 38,85        | 23 774      | 46,27       |  |
|                                           | Pierre Hiard élu        | PS             | 15 849       | 32,61        | 27 607      | 53,73       |  |
|                                           | Jacques Pecquery        | PCF            | 11 157       | 22,96        | Retrait     | Retrait     |  |
|                                           | Christian de la Mettrie | FN             | 2 715        | 5,59         |             |             |  |
|                                           |                         |                |              |              |             |             |  |
| Inscrits                                  | Inscrits                | Inscrits       | 64 315       | 100,00       | 64 280      | 100,00      |  |
| Abstentions                               | Abstentions             | Abstentions    | 14 479       | 22,51        | 11 133      | 17,32       |  |
| Votants                                   | Votants                 | Votants        | 49 836       | 77,49        | 53 147      | 82,68       |  |
| Blancs et nuls                            | Blancs et nuls          | Blancs et nuls | 1 234        | 2,48         | 1 766       | 3,32        |  |
| Exprimés                                  | Exprimés                | Exprimés       | 48 602       | 97,52        | 51 381      | 96,68       |  |
| Source : Le Monde du 6 juin 1988, page 29 |                         |                |              |              |             |             |  |

#### Quatrième circonscription (Abbeville)
| Candidat                                  | Candidat          | Parti          | Premier tour | Premier tour | Second tour | Second tour |  |
| Candidat                                  | Candidat          | Parti          | Voix         | %            | Voix        | %           |  |
| ----------------------------------------- | ----------------- | -------------- | ------------ | ------------ | ----------- | ----------- |  |
|                                           | Joël Hart sortant | RPR (URC)      | 19 664       | 40,03        | 24 916      | 47,19       |  |
|                                           | Jacques Becq élu  | PS             | 18 423       | 37,51        | 27 888      | 52,81       |  |
|                                           | Chantal Leblanc   | PCF            | 7 736        | 15,75        |             |             |  |
|                                           | Serge Bierry      | FN             | 3 298        | 6,71         |             |             |  |
|                                           |                   |                |              |              |             |             |  |
| Inscrits                                  | Inscrits          | Inscrits       | 68 118       | 100,00       | 68 090      | 100,00      |  |
| Abstentions                               | Abstentions       | Abstentions    | 17 753       | 26,06        | 13 789      | 20,25       |  |
| Votants                                   | Votants           | Votants        | 50 365       | 73,94        | 54 301      | 79,75       |  |
| Blancs et nuls                            | Blancs et nuls    | Blancs et nuls | 1 244        | 2,47         | 1 497       | 2,76        |  |
| Exprimés                                  | Exprimés          | Exprimés       | 49 121       | 97,53        | 52 804      | 97,24       |  |
| Source : Le Monde du 6 juin 1988, page 29 |                   |                |              |              |             |             |  |

#### Cinquième circonscription (Péronne)
|                                           | Gautier Audinot sortant réélu | UDF (PSD) (URC) | 24 219 | 52,04  |  |  |  |
|                                           | Claude Catesson               | MRG             | 11 713 | 25,17  |  |  |  |
|                                           | Claude Landas                 | PCF             | 6 953  | 14,94  |  |  |  |
|                                           | Dominique Coste               | FN              | 2 759  | 5,93   |  |  |  |
|                                           | Michaël Muller                | Divers droite   | 891    | 1,91   |  |  |  |
|                                           |                               |                 |        |        |  |  |  |
| Inscrits                                  | Inscrits                      | Inscrits        | 62 490 | 100,00 |  |  |  |
| Abstentions                               | Abstentions                   | Abstentions     | 15 170 | 24,28  |  |  |  |
| Votants                                   | Votants                       | Votants         | 47 320 | 75,72  |  |  |  |
| Blancs et nuls                            | Blancs et nuls                | Blancs et nuls  | 785    | 1,66   |  |  |  |
| Exprimés                                  | Exprimés                      | Exprimés        | 46 535 | 98,34  |  |  |  |
| Source : Le Monde du 6 juin 1988, page 29 |                               |                 |        |        |  |  |  |

#### Sixième circonscription (Roye)
| Candidat       | Candidat                     | Parti           | Premier tour | Premier tour | Second tour | Second tour |  |
| Candidat       | Candidat                     | Parti           | Voix         | %            | Voix        | %           |  |
| -------------- | ---------------------------- | --------------- | ------------ | ------------ | ----------- | ----------- |  |
|                | Jacques Fleury sortant réélu | PS              | 22 123       | 45,35        | 29 612      | 56,84       |  |
|                | Pierre Claisse sortant       | UDF (CDS) (URC) | 16 902       | 34,65        | 22 485      | 43,16       |  |
|                | Jean-Jacques Baron           | PCF             | 5 323        | 10,91        |             |             |  |
|                | Paul Courtin                 | FN              | 4 433        | 9,09         |             |             |  |
|                |                              |                 |              |              |             |             |  |
| Inscrits       | Inscrits                     | Inscrits        | 68 221       | 100,00       | 68 210      | 100,00      |  |
| Abstentions    | Abstentions                  | Abstentions     | 18 465       | 27,07        | 14 741      | 21,61       |  |
| Votants        | Votants                      | Votants         | 49 756       | 72,93        | 53 469      | 78,39       |  |
| Blancs et nuls | Blancs et nuls               | Blancs et nuls  | 975          | 1,96         | 1 372       | 2,57        |  |
| Exprimés       | Exprimés                     | Exprimés        | 48 781       | 98,04        | 52 097      | 97,43       |  |